# Утечка памяти
Уте́чка па́мяти (англ. memory leak) — процесс неконтролируемого уменьшения объёма свободной оперативной или виртуальной памяти компьютера, связанный с ошибками в работающих программах, вовремя не освобождающих память от ненужных данных, или с ошибками системных служб контроля памяти.

## Что такое утечка памяти
Рассмотрим следующий фрагмент кода на C++:
```
char
*
 
pointer
 
=
 
nullptr
;

for
 
(
int
 
i
 
=
 
0
;
 
i
 
<
 
100
;
 
++
i
)
 
{

  
pointer
 
=
 
new
 
char
[
100
];

}

delete
[]
 
pointer
;

```

В этом примере на 3-й строке создается объект в динамической памяти. Код на 3-й строке выполняется 100 раз, причём каждый следующий раз адрес нового объекта перезаписывает значение, хранящееся в указателе pointer. На 5-й строке выполняется удаление объекта, созданного на последней итерации цикла. Однако первые 99 объектов остаются в динамической памяти, и одновременно в программе не остаётся переменных, которые бы хранили адреса этих объектов. То есть в 5-й строке невозможно ни получить доступ к первым 99 объектам, ни удалить их. Плохая оптимизация программы может привести к плохим последствиям

## Чем опасны утечки памяти
Динамическая память является ограниченным ресурсом. Управление динамической памятью программы обычно осуществляется библиотекой языка программирования, которая сама работает поверх динамической памяти, предоставляемой операционной системой.
Утечки памяти приводят к тому, что потребление памяти программой неконтролируемо возрастает, в результате рано или поздно вступают в действие архитектурные ограничения среды исполнения (операционной системы, виртуальной машины, ЭВМ), и тогда новое выделение памяти становится невозможным. В этой ситуации в программе, которая запрашивает память, обычно происходит аварийный останов. Это может по стечению обстоятельств произойти и совсем с другой программой после того, как программа, подверженная утечкам, исчерпает всю память ЭВМ.

## Способы предотвращения
Существуют различные способы предотвращения утечек памяти.

### Отказ от динамической памяти
Например, FORTRAN-77 полностью отказывается от применения механизмов динамического распределения памяти, что исключает подобные ошибки, но существенно ограничивает функциональность программ.

### Владеющие указатели
Владеющие указатели позволяют в той или иной мере согласовать время жизни указателя и время жизни объекта, на который он ссылается. Тем не менее, использование владеющих указателей не помогает в случае циклических ссылок между объектами. (подробнее см. паттерн «Получение ресурса есть инициализация»)

### Сборка мусора
Некоторые языки программирования (например, Оберон, Java, языки платформы .NET) предоставляют средства, позволяющие автоматически освобождать неиспользуемую память («сборщик мусора», англ. garbage collector). Сборщики мусора решают также и проблему циклических ссылок, но сборка мусора является ресурсоёмкой операцией. За использование подобных средств приходится расплачиваться быстродействием системы, и, главное, сборка мусора вносит неожиданные паузы в программу, что недопустимо в системах реального времени.
Сборка мусора была изобретена Джоном Маккарти примерно в 1959 году при разработке языка программирования Лисп, структура которого делает крайне затруднительным ручное управление памятью.

### Перезапуск программы
В тех случаях, когда устранить утечки памяти не представляется возможным, например, при использовании кода, поставляемого в виде программных модулей и изготовленного сторонними разработчиками, применяют своеобразный способ игнорирования утечек. Код, подверженный утечкам, размещают в отдельной программе, а эту программу с нужной периодичностью перезапускают. Запуски и перезапуски программы выполняются внешней программой, которая также подаёт исходные данные и забирает результаты. Поскольку при завершении программы вся память, затребованная ей у операционной системы, возвращается операционной системе, такой метод не позволяет утечкам приобрести катастрофический характер.

## Утечка других ресурсов
Также существует ошибка, именуемая утечкой дескрипторов: захваченные дескрипторы не возвращаются операционной системе. Соответственно бывает утечка ресурсов GDI, сетевых соединений, открытых файлов…
Для борьбы с последствиями таких ошибок разработчики операционных систем вводят в них функциональность, позволяющую ограничивать объём памяти, количество дескрипторов и количество процессорного времени, доступного одному пользователю или конкретному процессу.

## Обнаружение утечек
Для профессиональных языков программирования существуют специальные программы-профилировщики, позволяющие обнаружить в числе прочего и утечки памяти.
Для некоторых языков программирования существуют статические анализаторы кода, выявляющие элементы программы, потенциально способные приводить к логическим ошибкам, в том числе и к утечке памяти. Примитивный вариант такого анализатора реализует практически любой компилятор языка высокого уровня, в виде выдачи так называемых предупреждений (warnings) — сообщений о наличии в программе конструкций, формально не нарушающих синтаксис языка, но потенциально ошибочных.
Существуют библиотеки для отладки использования памяти, помогающие следить за выделением и освобождением памяти во время работы программы.